# Иоанн II Кресценций
Иоа́нн II Кресце́нций (итал. Giovanni Crescenzio, умер 18 мая 1012, Рим) — римский патриций из рода Кресценциев во время правления короля Генриха II. Сын Иоанна Кресценция (Номентана) и племянник Иоанна I Кресценция. После смерти императора Оттона III и папы Сильвестра II контролировал назначение римских пап.